# 栋拜吉哈兹
栋拜吉哈兹（匈牙利語：Dombegyház）是匈牙利贝凯什州所辖的一个村，与小栋拜吉哈兹和马扎尔栋拜吉哈兹相邻。